# Can't Stop Me
Can't Stop Me (em português: Não podem me parar) é o título de uma canção do DJ neerlandês Afrojack com a colaboração de Shermanology. O single foi lançado digitalmente em 2 de março de 2012, nos Países Baixos. Outro DJ neerlandês, Tiësto, fez um remix exclusivo da música que foi incluído em seu álbum Club Life: Volume Two Miami. Um vídeo da canção foi feito para acompanhar o lançamento de "Can't Stop Me", e foi lançado no YouTube em 1 de Maio de 2012, um comprimento total de três minutos e vinte e um segundos.

## Faixas
| Descarga digital |                                                  |         |  |
| N.º              | Título                                           | Duração |  |
| 1.               | "Can't Stop Me" (UK Radio Edit)                  | 2:55    |  |
| 2.               | "Can't Stop Me =" (Club Mix)                     | 6:26    |  |
| 3.               | "Can't Stop Me" (Tiësto Remix)                   | 5:18    |  |
| 4.               | "Can't Stop Me" (Kryder & Tom Starr Vocal Mix)   | 5:52    |  |
| 5.               | "Can't Stop Me" (Logistics Mix)                  | 4:57    |  |
| 6.               | "Can't Stop Me" (Matrix & Futurebound Vocal Mix) | 4:44    |  |
| 7.               | "Can't Stop Me" (Paperbwoy Dubstep VIP Mix)      | 3:26    |  |
| 8.               | "Can't Stop Me" (TS7 Radio Edit)                 | 3:00    |  |
| 9.               | "Can't Stop Me" (R3HAB & Dyro Remix)             | 5:27    |  |

## Desempenho nas paradas
| Parada (2012)                                 | Melhor posição |
| --------------------------------------------- | -------------- |
| Bélgica (Ultratip Bubbling Under de Flandres) | 75             |
| Bélgica (Ultratip Bubbling Under da Valônia)  | 24             |
| Canadá (Canadian Hot 100)                     | 81             |
| Países Baixos (Dutch Top 40)                  | 8              |
| Bubbling Under Hot 100 Singles (Billboard)    | 12             |
| Estados Unidos (Billboard Dance Club Songs)   | 24             |

## Histórico de lançamento
| País          | Data               | Formato          | Gravadora                        |
| ------------- | ------------------ | ---------------- | -------------------------------- |
| Países Baixos | 2 de março de 2012 | Download digital | Wall Recodings / Spinnin Records |